# West Suffolk
West Suffolk is vanaf 1 april 2019 een Engels district in het shire-graafschap (non-metropolitan county OF county) Suffolk. Het is samengesteld uit Forest Heath en St. Edmundsbury.

## Plaatsen in het district
- Bury St. Edmunds
- Newmarket